# Successfulliving.com-Parkpre
Successfulliving.com presented by Parkpre war ein US-amerikanisches Radsportteam.
Die Mannschaft wurde 2004 als Team Seasilver gegründet. Seit 2006 fuhr sie unter dem Namen Successfulliving.com-Parkpre als Continental Team in der UCI America Tour. Manager ist Ryan Yee, der selbst auch noch als Fahrer aktiv ist. Ihn unterstützen als Sportliche Leiter Robert Coble, Steve Craig Hegg, Ken Ymakoshi und Gianluca Caliari. Ende der Saison 2008 fusioniert die Mannschaft mit dem australischen Team Fly V Australia.

## Saison 2006

### Erfolge in der Oceania Tour
| Datum       | Rennen                         | Fahrer             |
| ----------- | ------------------------------ | ------------------ |
| 9. November | 4. Etappe Tour of Southland    | Gordon McCauley    |
|             | Gesamtwertung UCI Oceania Tour | Gordon McCauley    |
|             | UCI Oceania Tour               | Mannschaftswertung |

## Team 2008

### Zugänge – Abgänge
| Zugänge        | Team 2007                      | Abgänge       | Team 2008        |
| -------------- | ------------------------------ | ------------- | ---------------- |
| Charles Dionne | Colavita-Sutter Home           | Daniel Ramsey | Time Pro Cycling |
| Bradley White  | Discovery Channel-Marco Polo   | Ryan Yee      | Karriereende     |
| Cody O’Reilly  | Kodakgallery.com-Sierra Nevada | Dusan Ganic   | Unbekannt        |
| Brian Jensen   | Ex-Profi (Jelly Belly 2006)    |               |                  |
| Eric Bennett   | Neoprofi                       |               |                  |

### Mannschaft
| Name                 | Geburtstag         | Nationalität       | Team 2009                |
| -------------------- | ------------------ | ------------------ | ------------------------ |
| Alessandro Bazzana   | 16. Juli 1984      | Italien            | Fly V Australia          |
| Eric Bennett         | 19. November 1986  | Vereinigte Staaten | Now-MS Society           |
| Nieko Biskner        | 10. März 1983      | Vereinigte Staaten |                          |
| Chuck Coyle          | 16. September 1972 | Vereinigte Staaten |                          |
| Charles Dionne       | 15. März 1979      | Kanada             | Fly V Australia          |
| Ricardo Escuela      | 23. Mai 1983       | Argentinien        | Team Type 1              |
| Michael Grabinger    | 8. Mai 1977        | Vereinigte Staaten | Fly V Australia          |
| Curtis Gunn          | 31. August 1971    | Vereinigte Staaten | Fly V Australia          |
| Brian Jensen         | 13. April 1976     | Vereinigte Staaten |                          |
| Alexi Martinez       | 30. Mai 1986       | Vereinigte Staaten |                          |
| Cody O’Reilly        | 24. Januar 1988    | Vereinigte Staaten | Bissell Pro Cycling Team |
| Christian Valenzuela | 20. Oktober 1978   | Mexiko             |                          |
| Bradley White        | 15. Januar 1982    | Vereinigte Staaten | OUCH-Maxxis              |

## Platzierungen in UCI-Ranglisten
UCI Oceania Tour
| Saison | Mannschaftswertung | Fahrerwertung        |
| ------ | ------------------ | -------------------- |
| 2006   | 1.                 | Gordon McCauley (1.) |
| 2007   |                    |                      |
| 2008   | -                  | -                    |